# Epidemiologia genètica
L'epidemiologia genètica és la branca de la medicina que estudia les malalties genètiques des d'un punt de vista epidemiològic.